# Ramón María Roca Sastre

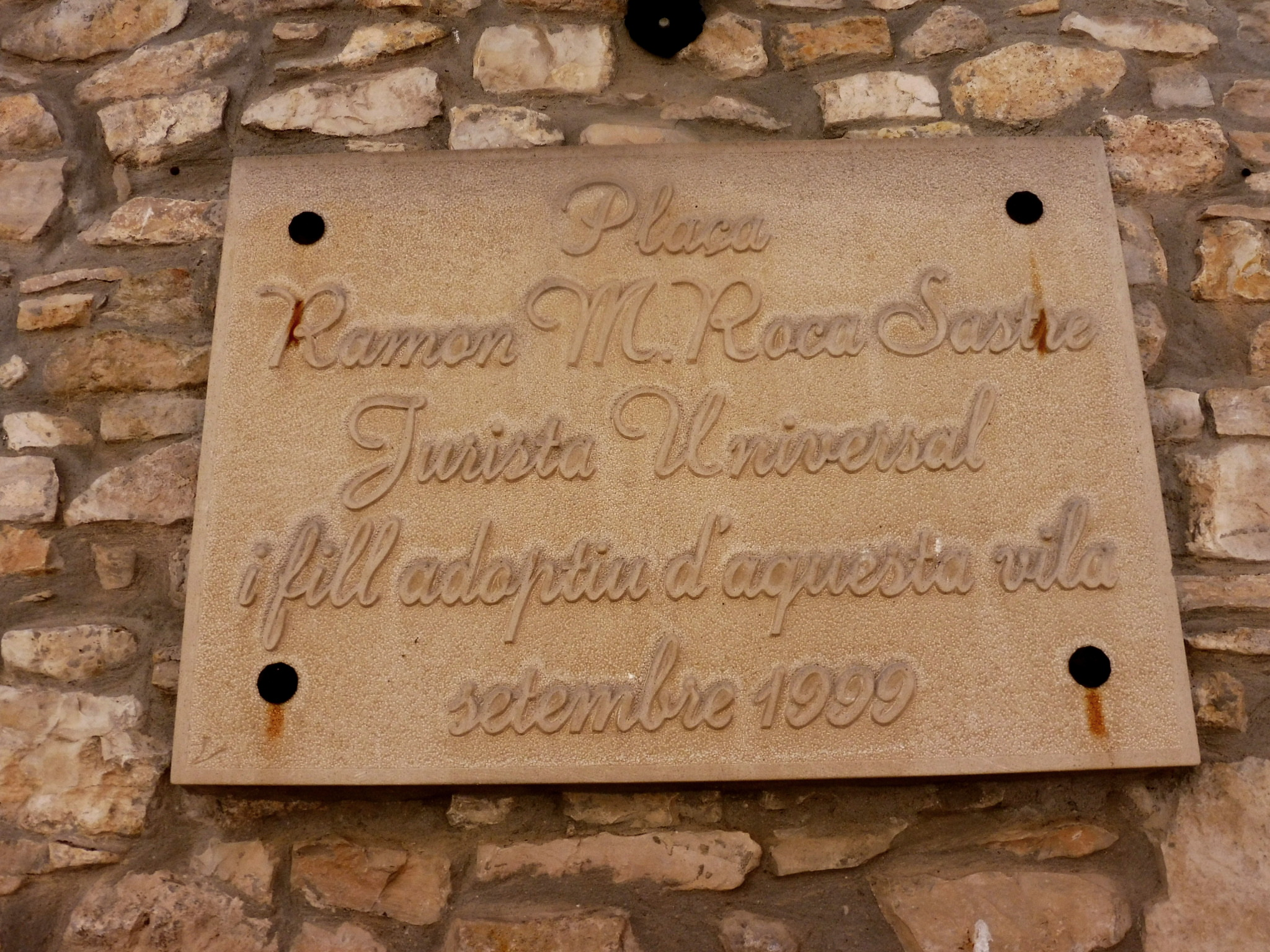

Ramón María Roca Sastre (Tárrega, 1 de enero de 1899 - Barcelona, 27 de diciembre de 1979) fue un notario y jurista español.

## Biografía
En 1923 se graduó en Derecho por la Universidad de Barcelona. Aunque en 1923 ingresó en el Cuerpo de Registradores, hasta 1924 no pudo tomar posesión de su cargo de registrador en Belchite en 1924, en Sort en 1925 y posteriormente en Fraga y Gandesa. En 1932 ganó plaza por oposición en Notarías. En 1936 fue designado por oposición Magistrado del Tribunal de Casación de Cataluña. Fue depurado después de la guerra civil española, y por ello tuvo que volver a opositar para notario: en las oposiciones libres a Notarías celebradas en 1944 obtuvo el número 1 y con ello plaza en Barcelona, instalando su despacho en el edificio de Casa Milá, conocida como La Pedrera.
Padre de Lluís Roca-Sastre i Muncunill y Josep Roca-Sastre.

## Obra
Según Juan Vallet de Goytisolo:  

En cambio, es de destacar que Roca Sastre, con su concepción del Derecho institucional, como con conceptualismo realista y lleno de matices, que él desarrolla con su excepcional genio jurídico en todas las cuestiones vivas de Derecho catalán, aun en los supuestos más arriesgados por su mayor lejanía a la problemática concreta, realiza insuperablemente una función magisterial de gran valor plástico, para dar una perspectiva más clara del complejo mundo jurídico. Esto precisamente hace de Roca Sastre uno de los más grandes maestros del Derecho.

### Listado de obras
- Derecho hipotecario. Bosch. 1968.
- Dictámenes jurídicos Bosch. 1984.
- Estudios de derecho civil especial de Cataluña. Bosch. 1983.
- Estudios de derecho privado. Aranzadi. 2009.
- Estudios sobre sucesiones. Instituto de España. 1981.
- Instituciones de derecho hipotecario. Bosch. 1941.
- Jurisprudencia registral. Bosch. 1985.
- La legítima. UNED. 2000.

## Asociaciones a las que perteneció
- Presidente Honorario de la Academia de Jurisprudencia y Legislación de Barcelona
- Académico de Número de la Real Academia de Jurisprudencia y Legislación (número 36)[6]

## Reconocimientos
- Cruz de Honor de la Orden de “San Raimundo de Peñafort”, Ministro de Justicia, Gobierno de España (1966)[1]
- Doctor "Honoris Causa" por la Universidad de Barcelona (1972)[7][8]
- Presidente Honorario del II Congreso Jurídico Catalán (1971)[1]